# منتخب فيجي لكرة قدم الصالات
منتخب فيجي لكرة قدم الصالات (بالإنجليزية: Fiji national futsal team)‏ هو ممثل فيجي الرسمي في المنافسات الدولية في كرة الصالات
.